# Rigler
Rigler je priimek več znanih Slovencev:
- Barbara Rigler, literarna organizatorka
- Franc Rigler (1907—1979), veterinar
- Friderik Rigler (1798—1867), šolnik
- Jakob Rigler (1929—1985), jezikoslovec slovenist, izr. član SAZU
- Jože Rigler (1930—1990), strojnik
- Leo Rigler (1914—2001), veterinar
- Polona Rigler Grm (*1973), etnologinja, direktorica Rokodelskega centra Ribnica
- Tristan Rigler, klinični psiholog, psihoterapevt